# Perche-Gouët
Der Perche-Gouët ist eine ehemalige französische Provinz etwa 130 Kilometer südwestlich von Paris sowie nordwestlich von Orléans. Sie erstreckt sich von Nogent-le-Rotrou und Montmirail bis Illiers-Combray, Alluyes und Arrou und liegt somit im Wesentlichen im Département Eure-et-Loir, darüber hinaus in den Départements Loir-et-Cher und Sarthe.
Nachbarregionen waren die Grafschaft Dunois im Osten, die Grafschaft Maine im Westen, die Grafschaft Perche im Norden sowie die Grafschaft Vendôme im Süden. Der Perche-Gouët hat seinen Namen von Guillaume Gouët, der in der ersten Hälfte des 11. Jahrhunderts Herr von Montmirail, Authon und La Bazoche-Gouet war und damit der erste, der die Region zu einer Einheit formte.
Die Provinz war in fünf Baronien aufgeteilt: Alluyes (la Riche), Brou (la Noble), Authon (la Gueuse), La Bazoche (la Pouilleuse) und Montmirail (la Superbe). Die fünf Baronien wurden im 11. und 12. Jahrhundert von der Familie Gouët beherrscht, danach bis zum 15. Jahrhundert in verschiedenen Familien, meist in weiblicher Linie, vererbt.